# Halidesmus socotraensis
Halidesmus socotraensis is een straalvinnige vissensoort uit de familie van dwergzeebaarzen (Pseudochromidae). De wetenschappelijke naam van de soort is voor het eerst geldig gepubliceerd in 2003 door Gill & Zajonz.